# Liste der Stolpersteine in Zossen

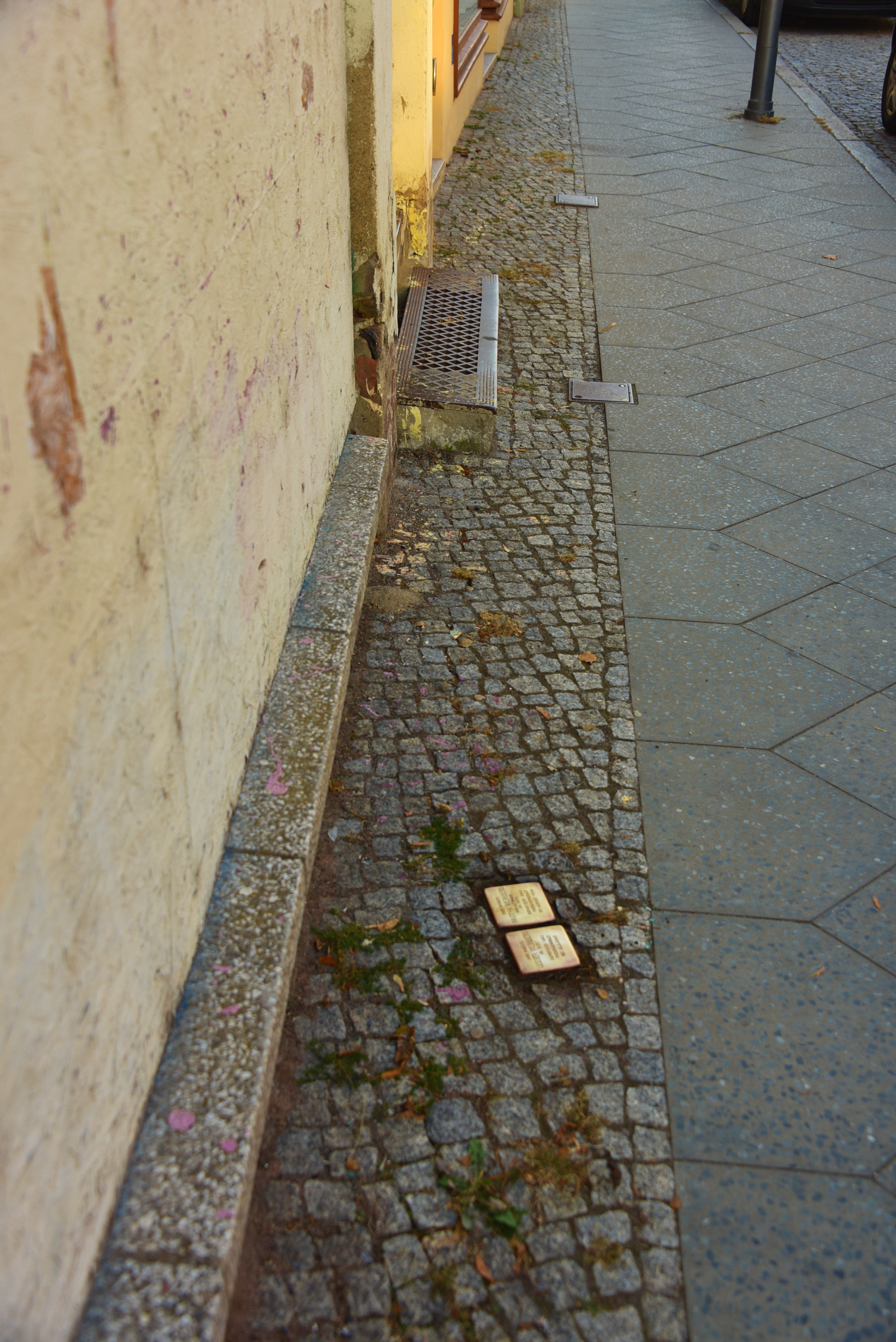
Stolpersteine für das Ehepaar Weinberg

Die Liste der Stolpersteine in Zossen enthält die Stolpersteine in der Stadt Zossen im Landkreis Teltow-Fläming (Brandenburg), die an das Schicksal der Menschen erinnern, die im Nationalsozialismus ermordet, deportiert, vertrieben oder in den Suizid getrieben wurden.
Bei der Verlegung im Jahr 2008 kam es zum Eklat. Der Betreiber eines Internetcafés in der Berliner Straße protestierte ausfallend gegen die Verlegung der Stolpersteine und blockierte anschließend mehrfach die Steine. Die Stadt Zossen setzte sich durch und ließ dafür sorgen, dass die Stolpersteine weiterhin für jedermann sichtbar sind.
Im Juni 2011 wurden die dort verlegten Stolpersteine für Martha und Lesser Weinberg lila besprüht. Mitglieder der Bürgerinitiative „Zossen zeigt Gesicht“ reinigten die Steine. In der Nacht vom 7. zum 8. Oktober 2012 wurden diese Stolpersteine zum wiederholten Mal beschmiert, diesmal mit dem Schriftzug „Schweine“ am Trottoir. Sie wurden erneut gereinigt.

## Liste der Stolpersteine
| Stolperstein                               | Inschrift                                                                                                   | Standort              | Name, Leben |
| ------------------------------------------ | --- | --------------------- | --- |
|                                            | HIER WOHNTE WERNER PAUL ROBERT DALEN JG. 1879 DEPORTIERT 27.10.1941 ŁODZ / LITZMANNSTADT ERMORDET 22.1.1942 | Stubenrauchstraße 4 · | Werner Paul Robert Dalen wurde am 10. Juni 1879 in Bromberg in Posen geboren. Ab 1922 lebte er in Zossen, wo er sich als Rechtsanwalt niederließ und bis 1939 lebte. Dann zog er nach Berlin und wurde im Oktober 1941 von dort ins Ghetto Litzmannstadt deportiert. Dort kam er am 22. Januar 1942 ums Leben. Für seine beiden Brüder Kurd und Fritz wurden 2012 ebenfalls Stolpersteine in Berlin-Lichterfelde verlegt. |
|                                            | HIER WOHNTE ALEX FALK JG. 1884 DEPORTIERT 1942 THERESIENSTADT 1944 AUSCHWITZ ERMORDET                       | Marktplatz 16 ·       | Alex Falk wurde am 11. Juni 1884 in Breckerfeld geboren und lebte in Berlin-Schöneberg. Am 3. Oktober 1942 erfolgte seine Deportation in das Ghetto Theresienstadt und am 6. Oktober 1944 sein Weitertransport in das Konzentrations- und Vernichtungslager Auschwitz, wo er ermordet wurde. |
|                                            | HIER WOHNTE CHARLOTTE FALK GEB. SIMON JG. 1897 DEPORTIERT 1942 THERESIENSTADT 1944 AUSCHWITZ ERMORDET       | Marktplatz 16 ·       | Charlotte Falk wurde am 30. Mai 1897 als Charlotte Simon in Berlin geboren. Von dort wurde sie am 3. Oktober 1942 in das Ghetto Theresienstadt deportiert und am 18. Mai 1944 weiter nach Auschwitz, wo sie ermordet wurde. |
|                                            | HIER WOHNTE FELIX BERNHARD FALK JG. 1921 DEPORTIERT 1943 ERMORDET 1943 IN AUSCHWITZ                         | Marktplatz 16 ·       | Felix Bernhard Falk wurde am 8. Februar 1921 in Bochum geboren und lebte in Berlin. Am 1. März 1943 wurde er in das Vernichtungslager Auschwitz deportiert und dort ermordet. |
|                                            | HIER WOHNTE GERDA JULIANE FALK JG. 1925 DEPORTIERT 1942 ERMORDET IN AUSCHWITZ                               | Marktplatz 16 ·       | Gerda Falk wurde am 25. Januar 1925 in Zossen geboren. Am 29. November 1942 wurde sie ab Berlin in das Vernichtungslager Auschwitz deportiert und dort ermordet. |
| Stolperstein für Lesser Weinberg in Zossen | HIER WOHNTE LESSER WEINBERG JG. 1872 DEPORTIERT 1942 THERESIENSTADT TOT 22.2.1943                           | Berliner Straße 11 ·  | Lesser Weinberg wurde am 10. März 1872 in Jakobsdorf (Schwetz/Westpreußen) geboren. Er war mit Martha verheiratet. Sie hatten drei Kinder, eine Tochter und zwei Söhne. Das Ehepaar betrieb Textilgeschäfte in Zossen und Berlin. Noch vor der Pogromnacht 1938 zogen sie nach Berlin-Kreuzberg. Am 24. September 1942 wurde das Ehepaar in das Ghetto Theresienstadt deportiert. Dort kamen beide ums Leben, Lesser Weinberg am 22. Februar 1943. Für ihn wurde in Berlin-Kreuzberg am 19. November 2008 ebenfalls ein Stolperstein gesetzt. Auch Sohn Herbert, 1901 geboren und als Rechtsanwalt in Berlin tätig, wurde 1943 im KZ Auschwitz ermordet. |
| Stolperstein für Martha Weinberg in Zossen | HIER WOHNTE MARTHA WEINBERG GEB. LITTMANN JG. 1875 DEPORTIERT 1942 THERESIENSTADT TOT AUGUST 1944           | Berliner Straße 11 ·  | Martha Weinberg wurde am 4. März 1875 als Martha Littmann in Neuhof (Westpreußen) geboren. Sie war mit Lesser Weinberg verheiratet. Am 24. September 1942 wurde das Ehepaar in das Ghetto Theresienstadt deportiert. Dort kam Martha Weinberg am 16. August 1944 ums Leben. Für sie wurde in Berlin-Kreuzberg am 19. November 2008 ebenfalls ein Stolperstein gesetzt. |

## Verlegungen
- 20. November 2008: Berliner Straße 11, Marktplatz 16
- 30. November 2012: Stubenrauchstraße 4